# Aubrey Miles
Aubrey Sandel (16 de marzo de 1982 en Caloocan), es una cantante, actriz y presentadora de televisión filipina. 
Es la tercera entre cuatro hijos de Victorino Sandel y Perla María Santos. Terminó sus estudios secundarios en la Academia de la Consolación en su natal Caloocan. Además era una estudiante de segundo año en el Conservatorio de Música de la Universidad de Santo Tomás, como la voz principal y en el piano cuando fue descubierta por Dondon Monteverde, con quien firmó dos años de contrato con Regal Films para participar en ocho películas. 
A los 16 años, Miles ya figuraba en GMA sitcoms como Beh Bote Nga y una serie de German Moreno llamada Best Friends. En el espectáculo, se incorporó a los concursos de belleza como Miss A Gotesco o Miss Caloocan, Miss Club de Leones y Miss Filipinas Mundial en el que su hermana terminó siendo la primera finalista y ganó el segundo cuarto lugar. Nunca ganó un título, pero como finalista obtuvo dinero suficiente para mantener a su familia, y a sí misma. 
A los 20 años de edad, decidió hacer algo nuevo. Dondon Monteverde le ofreció que interpretara el papel de una prostituta de las provincias en el softcore sobre una película titulada Prosti (abreviatura de "prostituta"). Este filme se convirtió en un éxito de taquilla, obteniendo 29 millones de pesos. Hasta la fecha, esta película es la que más ha recaudado de su carrera. El exitoso debut de la película dio lugar a otras ofertas, que no gozaron del mismo nivel de éxito que alcanzó la interpretación relacionada con la prostitución. Además le ofrecieron contratos de respaldo de diferentes empresas, como Bench (una empresa textil en su natal Filipinas). 

## Carrera

### Filmografía
- Rounin (Serie de TV) (2007) (mini) serie de TV.
- Super Noypi (2006)
- Exodus: Tales from the Enchanted Reino (2005) como Bangkila.
- Bora (serie de TV) (2005) (serie de TV).
- Lisensyadong kamao (2005) como Fanie.
- Pa-Siyam (2004) como Ruth.
- Beautiful Life (2004) como Daisy.
- Singles (2004) como Susie.
- Kuya (2004) como Chloe.
- Gagamboy (2004) como Liani.
- Xerex la Serie Primera Edición (2004) (Vídeo).
- "A lo largo de Inicio da Aeropuerto" (2003) (Serie de TV) como J. Lo
- Sanib (2003), Melissa.
- Xerex (2003) como Breezy / Marge / Jasmin
- Prostitución (2002) como Ditas.

### Éxitos de taquilla
Las cifras confirmadas por Regal Películas: 
- prostitución, 224 019 (papel)
- Xerex P13, 314 445 (papel)
- Sanib P8, 180 992 (papel)
- Gagamboy P24, 293 004 (papel)
- Kuya P25, 118 036 (papel)
- P19 individuales, 823 960 (co-plomo)
- A Beautiful Life P6, 442 162 (papel)
- Pa-P22 Siyam, 400 351 (papel)
- Super Noypi P 19 000 000 (cameo)